# Parc national Schiermonnikoog
Le parc national Schiermonnikoog est le premier parc national néerlandais dans le sens moderne. Il constitue la majeure partie de l'île de Schiermonnikoog.

## Paysages
Le paysage est varié : plages, schorres, dunes, forêt, marais salants, polders, lacs, vasières et village.

## Les dunes
Les dunes sont mouvantes, elles se déplacent ou disparaissent puis se reforment ailleurs. Des oyats sont transportés par les orages, mais sont souvent enfouis. Des plantes d'eau douce comme les aubépines, les argousiers, le chèvrefeuille poussent naturellement. Ces plantes sont dévorées par les lapins, mais ceux-ci sont décimés par la maladie hémorragique du lapin.

## La forêt
Au cours du vingtième siècle, des conifères ont été plantés, mais ils devraient être remplacés.
L'objectif étant une forêt de feuillus, bouleaux et autres arbres indigènes.

## Faune
Les oiseaux communs sont le grive mauvis, l'Huîtrier pie, le bécasseau maubèche, la barge rousse, le courlis cendré, le chevalier gambette, la mouette rieuse et le goéland argenté. Les mammifères sont le phoque gris, le phoque commun, le lièvre et le lapin. De nombreux papillons égaient la nature. En 2009, pour la première fois, des cerfs tachetés ont été aperçus.

## La mer et les vasières
L'importance de l'île est primordiale pour l'équilibre de la région. La mer des Wadden est une zone importante pour l'écologie de la mer du Nord ainsi que de régions plus lointaines. De nombreux poissons et alevins utilisent les vasières de cette zone pour se développer. De nombreux oiseaux s'y reposent pendant leur migration. Dans le sud de l'île en août 2009 des zostères marines ont été trouvées après une longue absence.

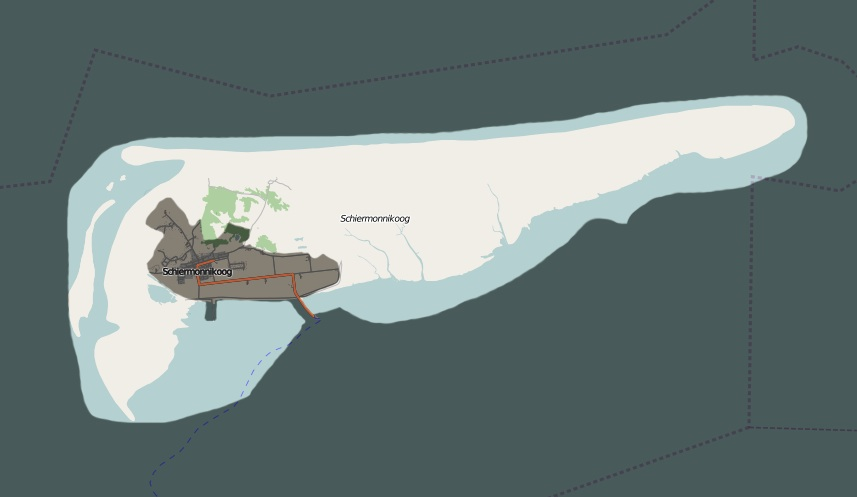
Plan du parc.